# مارفين مورغان
مارفين مورغان (بالإنجليزية: Marvin Morgan)‏ (18 أبريل 1983 بمانشستر في المملكة المتحدة - 2021) هو لاعب كرة قدم بريطاني في مركز الهجوم. لعب مع شروزبري تاون ونادي ييدينغ ‏ ونادي وكينغ ونادي هارتلبول يونايتد وهافانت أند ووترلوفيل ونادي ألدرشوت تاون وبركهامستد تاون ‏ وداغنهام وريدبريدج ونادي بليموث أرجايل ونادي ويلدستون لكرة القدم.

## وصلات خارجية
- مارفين مورغان على موقع قاعدة بيانات كرة القدم.إي يو (الإنجليزية)
- مارفين مورغان على موقع قاعدة بيانات كرة القدم.إي يو (الإنجليزية)
- مارفين مورغان على موقع Soccerbase.com (لاعب) (الإنجليزية)
- مارفين مورغان على موقع Soccerway.com (الإنجليزية)